# Abdou Diallo
Abdou Diallo (Tours, 4 mei 1996) is een Senegalees-Frans voetballer die doorgaans als centrale verdediger speelt. Hij tekende in juli 2019 een contract tot medio 2024 bij Paris Saint-Germain, dat €31.000.000,- voor hem betaalde aan Borussia Dortmund.

## Clubcarrière
Diallo speelde in zijn jeugd bij verschillende voetbalclubs. Hij stroomde uiteindelijk door vanuit de opleiding van AS Monaco. Hij debuteerde op 14 december 2014 in de Ligue 1, in het Stade Louis II tegen Olympique Marseille. De centrumverdediger viel in de extra tijd bij een 1–0 voorsprong in voor Bernardo Silva. Zes dagen later mocht hij opnieuw invallen, in een competitiewedstrijd tegen FC Metz.

## Clubstatistieken
| Seizoen     | Club                | Competitie    | Competitie | Competitie | Beker | Beker | Internationaal | Internationaal | Totaal | Totaal |
| Seizoen     | Club                | Competitie    | Wed.       | Dlp.       | Wed.  | Dlp.  | Wed.           | Dlp.           | Wed.   | Dlp.   |
| ----------- | ------------------- | ------------- | ---------- | ---------- | ----- | ----- | -------------- | -------------- | ------ | ------ |
| 2014/15     | AS Monaco           | Ligue 1       | 5          | 0          | 3     | 0     | 0              | 0              | 8      | 0      |
| Club Totaal | Club Totaal         | Club Totaal   | 5          | 0          | 3     | 0     | 0              | 0              | 8      | 0      |
| 2015/16     | → Zulte Waregem     | Eerste klasse | 33         | 3          | 2     | 0     | —              | —              | 35     | 3      |
| Club Totaal | Club Totaal         | Club Totaal   | 33         | 3          | 2     | 0     | 0              | 0              | 35     | 3      |
| 2016/17     | AS Monaco           | Ligue 1       | 5          | 0          | 5     | 0     | 1              | 0              | 11     | 0      |
| Club Totaal | Club Totaal         | Club Totaal   | 10         | 0          | 8     | 0     | 1              | 0              | 19     | 0      |
| 2017/18     | Mainz 05            | Bundesliga    | 27         | 2          | 3     | 1     | —              | —              | 30     | 3      |
| Club Totaal | Club Totaal         | Club Totaal   | 27         | 2          | 3     | 1     | 0              | 0              | 30     | 3      |
| 2018/19     | Borussia Dortmund   | Bundesliga    | 28         | 1          | 3     | 0     | 7              | 0              | 38     | 1      |
| Club Totaal | Club Totaal         | Club Totaal   | 28         | 1          | 3     | 0     | 7              | 0              | 38     | 1      |
| 2019/20     | Paris Saint-Germain | Ligue 1       | 16         | 0          | 4     | 0     | 3              | 0              | 23     | 0      |
| 2020/21     | Paris Saint-Germain | Ligue 1       | 22         | 0          | 6     | 0     | 8              | 0              | 36     | 0      |
| 2021/22     | Paris Saint-Germain | Ligue 1       | 8          | 0          | 1     | 0     | 2              | 0              | 11     | 0      |
| Club Totaal | Club Totaal         | Club Totaal   | 46         | 0          | 11    | 0     | 13             | 0              | 70     | 0      |
| TOTAAL      | TOTAAL              | TOTAAL        | 144        | 6          | 27    | 1     | 21             | 0              | 192    | 7      |

Bijgewerkt t/m 12 augustus 2019

## Interlandcarrière
Diallo kwam uit voor diverse Franse nationale jeugdelftallen. Hij nam met Frankrijk –19 deel aan het EK –19 van 2015.Op 17 maart 2021 werd Diallo voor het eerst opgeroepen voor de Senegalese nationale ploeg. Hij maakte zijn debuut in een 0-0 gelijkspel tegen Congo op 26 maart 2021. Diallo  won met Senegal  op 6 februari 2022 voor het eerst het Afrikaans kampioenschap door winst op Egypte.

## Erelijst
| Competitie                | Aantal    | Jaren            |           |           |
| AS Monaco                 | AS Monaco | AS Monaco        | AS Monaco | AS Monaco |
| ------------------------- | --------- | ---------------- | --------- | --------- |
| Ligue 1                   | 1x        | 2016/17          |           |           |
| Paris Saint-Germain       |           |                  |           |           |
| Ligue 1                   | 2x        | 2019/20, 2021/22 |           |           |
| Coupe de France           | 2x        | 2019/20, 2020/21 |           |           |
| Coupe de la Ligue         | 1x        | 2019/20          |           |           |
| Trophée des Champions     | 2x        | 2019, 2020       |           |           |
| RB Leipzig                |           |                  |           |           |
| DFB-Pokal                 | 1x        | 2022/23          |           |           |
| Senegal                   |           |                  |           |           |
| CAF Africa Cup of Nations | 1x        | 2021             |           |           |